# Katedra Świętej Anny w Debreczynie
Katedra Świętej Anny w Debreczynie (węg. Szent Anna székesegyház) – główna świątynia diecezji debreczyńsko-nyíregyháza'skiej na Węgrzech. Jest to dwuwieżowa barokowa świątynia wybudowana w 1746. Pierwotnie należała do zakonu pijarów, od 1993 katedra nowej diecezji.